# Bezpartyjny Blok Współpracy z Rządem

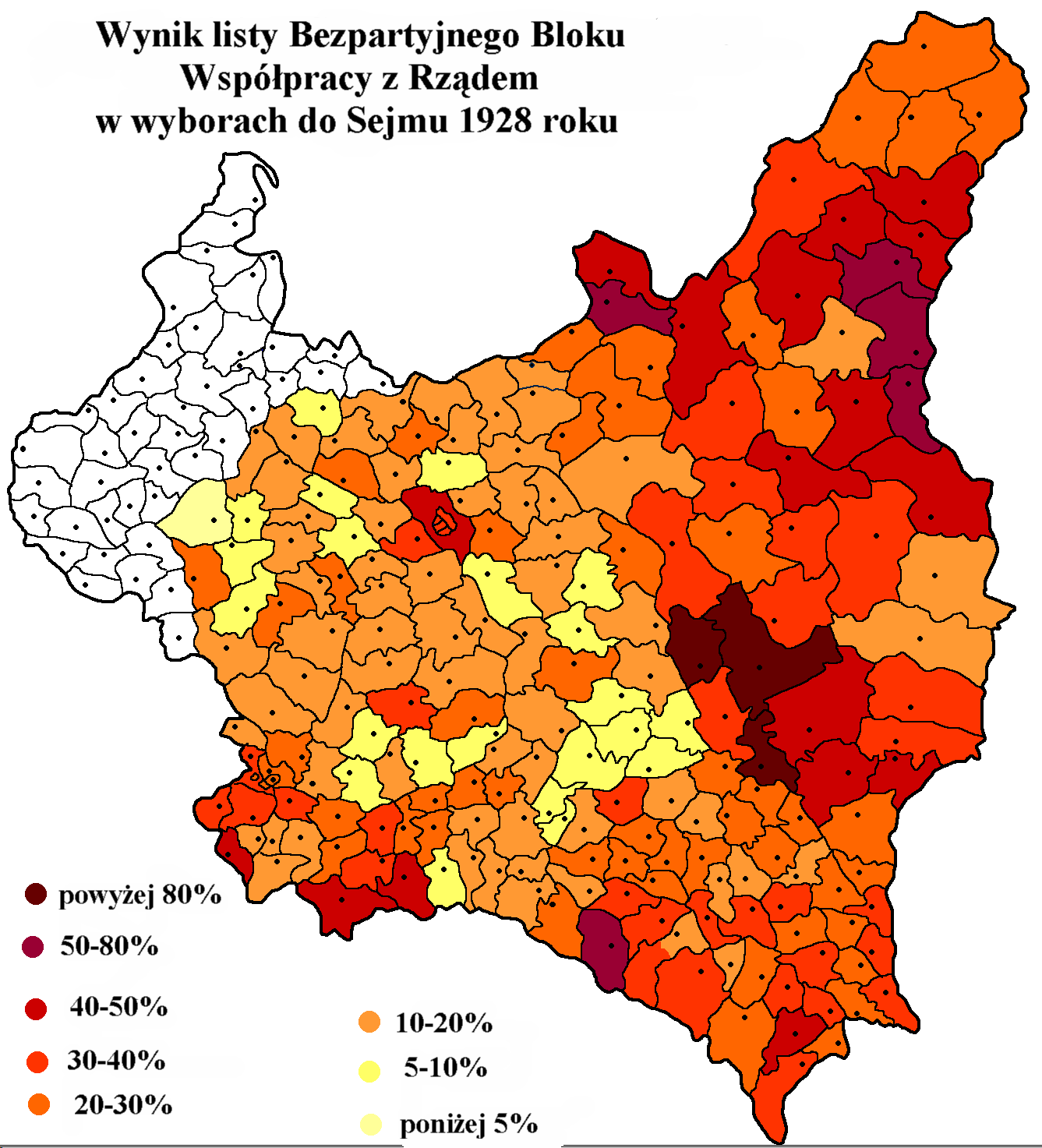
Wynik listy Bezpartyjnego Bloku Współpracy z Rządem w wyborach do Sejmu 1928 roku

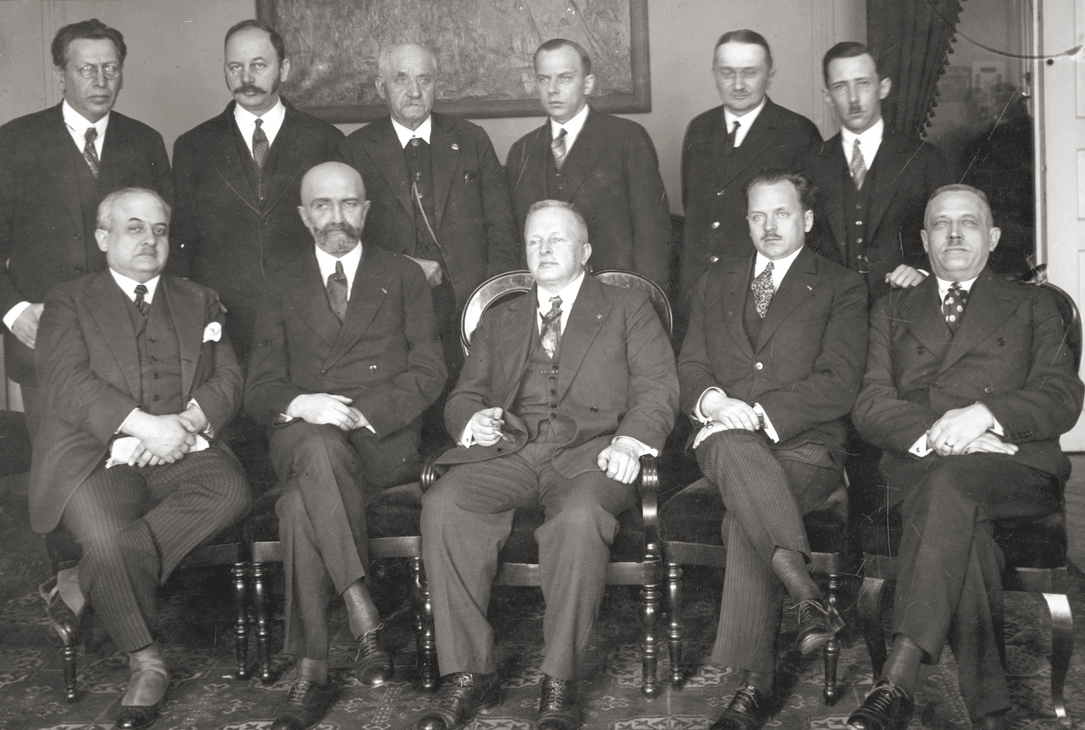
Prezydium BBWR z wizytą u marszałka Senatu Juliana Szymańskiego w 1929 r.; od lewej siedzą: Hipolit Gliwic, Walery Sławek, Julian Szymański, Marian Zyndram-Kościałkowski, Walery Roman; stoją: Henryk Loewenherz, Karol Polakiewicz, Jakub Bojko, Zdzisław Stroński, Zdzisław Lechnicki, Adam Piasecki

Bezpartyjny Blok Współpracy z Rządem Józefa Piłsudskiego (BBWR) – organizacja polityczna okresu międzywojennego w Polsce, utworzona w roku 1927 przez Walerego Sławka. Skupiała drobniejsze ugrupowania polityczne i grupy mniejszości narodowych, a także zwerbowała kilku posłów z Polskiej Partii Socjalistycznej i PSL „Piast”.
BBWR nie określał siebie jako partii politycznej. Wykonywał szereg funkcji politycznych, ale jednocześnie charakteryzował się wieloma cechami odróżniającymi go od klasycznie definiowanych partii politycznych. Przede wszystkim w jego skład wchodzili ludzie i całe grupy o różnych interesach i poglądach, których łączył przede wszystkim stosunek do Józefa Piłsudskiego. Ponadto Blok był organizacją utworzoną przez władzę polityczną, a więc „od góry”, podczas gdy regułą jest droga odwrotna – partia polityczna tworzy władzę po wygranych wyborach parlamentarnych. Dodatkowa różnica – BBWR nie dążył do zdobycia władzy, ale do utrzymania i umocnienia już posiadanej.

## Geneza
Po przewrocie majowym (1926) zwolennicy marszałka Józefa Piłsudskiego podjęli działania mające na celu umocnienie pozycji zwycięzców w aparacie państwa, głównie w armii i administracji publicznej. W tym celu postanowiono utworzyć w ramach systemu politycznego własną reprezentację polityczną, która mogłaby w przyszłości zdominować parlament i przeprowadzić postulowaną od dawna zmianę konstytucji. Piłsudczycy postanowili odciąć się od lewicy parlamentarnej, dążyć do unicestwienia endecji, ale otworzyć się na konserwatystów i koła gospodarcze.

## Założenie BBWR

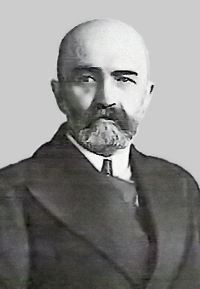
Walery Sławek – szef BBWR

BBWR został założony z inicjatywy Józefa Piłsudskiego, który polecił Waleremu Sławkowi stworzyć organizację, która mogłaby wystartować w wyborach. Po zaproponowaniu stworzenia BBWR Piłsudski pozwolił im działać na własną rękę. Pierwotnym celem powstania BBWR było utworzenie porozumienia wyborczego. Program polityczny stowarzyszenia miał opierać się na filozofii sanacji. BBWR zaczął szybko zdobywać poparcie wielkich właścicieli ziemskich i przemysłowców.
Zwolennicy Piłsudskiego dążyli do prokurowania rozłamów w różnych partiach politycznych, aby w ich wyniku „wyciągać” z tych ugrupowań osoby przychylne Marszałkowi. M.in. w 1926 roku miało miejsce oddzielenie się od Narodowej Partii Robotniczej (NPR) grupy NPR – Lewica o obliczu zdecydowanie prosanacyjnym. W czerwcu 1926 roku powstał Związek Naprawy Rzeczypospolitej, a na przełomie 1927 i 1928 miał miejsce szereg rozłamów w kilku partiach ludowych.
BBWR powstaje w listopadzie 1927, na jego czele staje Walery Sławek. Odezwa programowa tej organizacji pojawia się 19 stycznia 1928 roku. W skład Bloku wchodzi Partia Pracy, Związek Naprawy Rzeczypospolitej i propiłsudczykowskie formacje konserwatywne.

### Program
Program BBWR-u opierał się na kilku podstawowych punktach:
- kult wodza, czyli Józefa Piłsudskiego,
- krytyka „partyjniactwa” jako zjawiska mającego destruktywny wpływ na państwo,
- konieczność zmiany konstytucji – postulowanie przyznania większej władzy prezydentowi i ograniczenie uprawnień Sejmu,
- solidaryzm społeczny,
- program nie poruszał tematu uregulowań spraw dotyczących gospodarki.

## Wybory parlamentarne 1928 roku

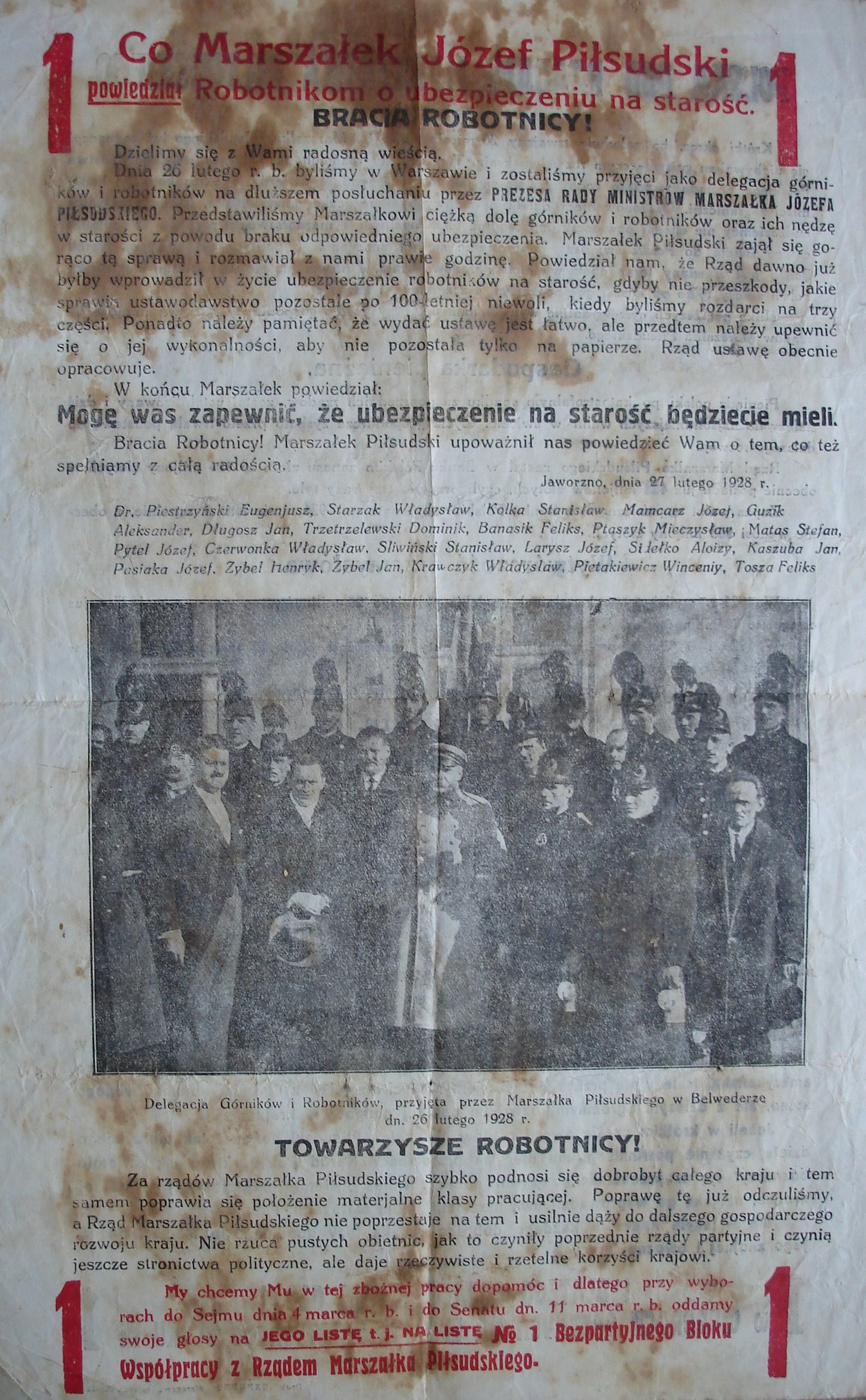
Ulotka wyborcza BBWR, 1928

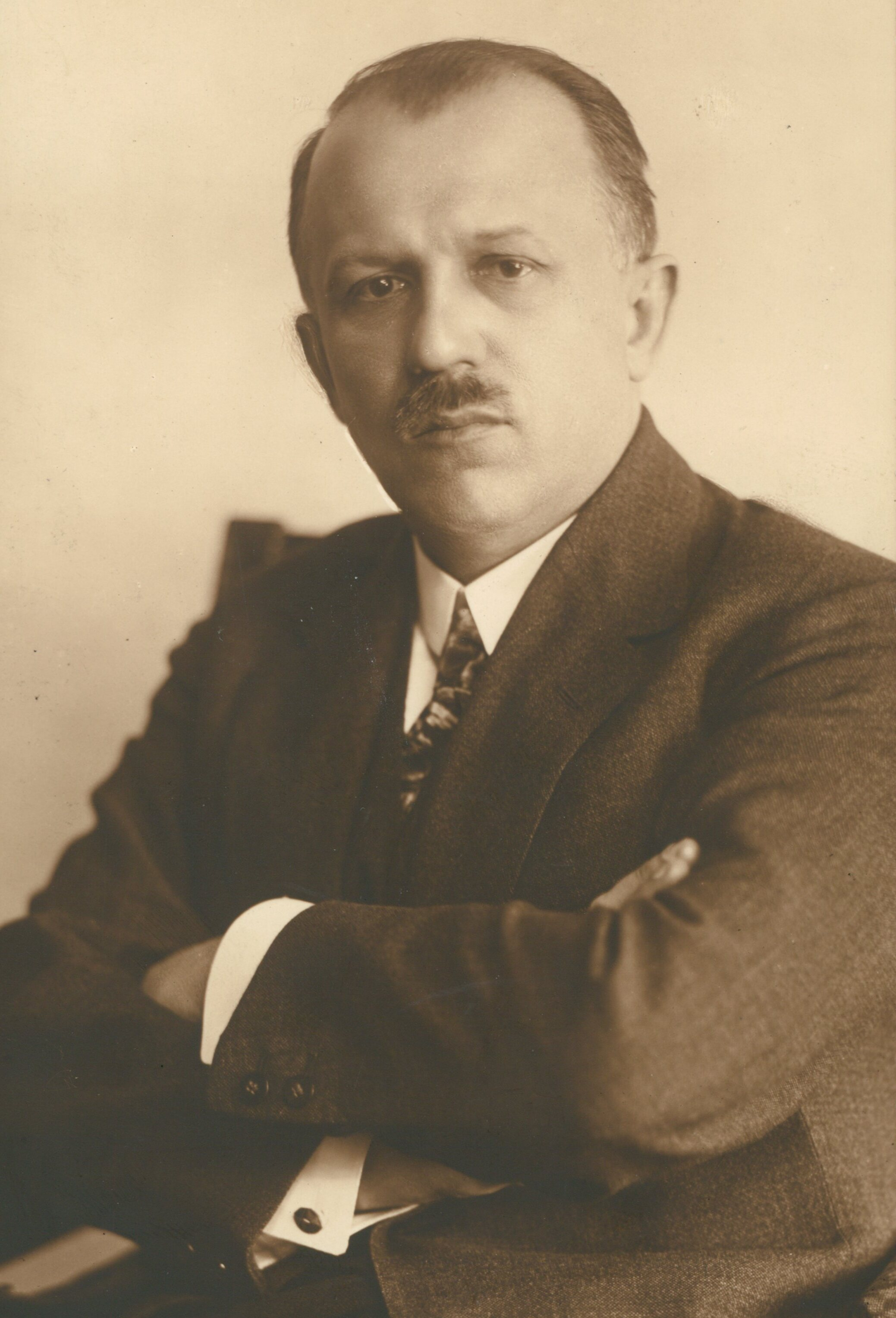
Kazimierz Bartel – wielokrotny premier i lider frakcji liberalnej w BBWR

W trakcie kampanii wyborczej BBWR posiadał pewną przewagę nad przeciwnikami, jaką dawały jej związki z Józefem Piłsudskim, określona filozofia polityczna i program działania. Jednak ta przewaga nie pozwoliła BBWR osiągnąć zadowalającego wyniku w wyborach. W wyborach w marcu roku 1928 BBWR zdobył 130 mandatów w Sejmie na 444 i 46 w Senacie na 111. 28 czerwca 1928 zaprzysiężony został czwarty rząd Kazimierza Bartla.
Chociaż do Sejmu BBWR wprowadził tylko jednego posła więcej niż opozycja lewicowa, uważał, że ma prawo sprawować całkowitą władzę. Piłsudski uważał, że został zwycięzcą w wyborach. Ku wielkiemu niezadowoleniu Piłsudskiego marszałkiem sejmu został Ignacy Daszyński, przedstawiciel lewicy.
14 kwietnia 1929 roku ukonstytuował się rząd Kazimierza Świtalskiego, którego trzonem była tzw. „grupa pułkowników”, czyli starych i zaufanych współpracowników Piłsudskiego. Popierali oni bezkompromisowego Świtalskiego, będąc jednocześnie w wewnątrzsanacyjnej opozycji względem ugodowego Kazimierza Bartla.
6 grudnia 1930 roku Sejmowi udało się przegłosować wotum nieufności wobec rządu Świtalskiego. Jego miejsce zajął ponownie Bartel – w jego piątym gabinecie ministrami spraw wewnętrznych, sprawiedliwości i rolnictwa zostali konserwatyści. Dla opozycji taki skład stał się sygnałem powrotu do demokracji parlamentarnej, jednak gdy w Sejmie przegłosowano wotum nieufności względem jednego ministra, cały rząd podał się do dymisji. 29 marca 1930 powstał pierwszy rząd Walerego Sławka, zwolennika ostrego wobec opozycji kursu. W odpowiedzi zawiązała się koalicja ugrupowań opozycyjnych – Centrolew, która przeprowadziła 29 czerwca 1930 r. demonstrację antysanacyjną w Krakowie. Obóz rządzący stracił cierpliwość – 23 sierpnia gabinet Sławka podał się do dymisji, 25 sierpnia powstał drugi rząd Józefa Piłsudskiego. Już 9 września miały miejsce aresztowania i wywózki do Brześcia liderów opozycji. Parlament został rozwiązany.
W latach 1928–1930 organizacja rządząca składała się z kilku grup:
- „starzy” zwolennicy Piłsudskiego, współpracujący z nim jeszcze przed 1918 rokiem – byli członkowie legionów i POW,
- piłsudczycy z lat 1918–1926,
- zwolennicy marszałka, którzy po 1921 roku, nie tracąc z nim kontaktu, włączyli się w działalność innych stronnictw parlamentarnych. To oni byli odpowiedzialni za szereg rozłamów po 1926 roku, głównie na lewicy.

## Wybory 1930 roku
W tzw. wyborach brzeskich BBWR zdobył 249 mandatów w Sejmie i 75 w Senacie. 4 grudnia 1930 powołano drugi rząd Walerego Sławka, ale już w maju 1931 roku, na skutek kryzysu gospodarczego, sejm powołał rząd Aleksandra Prystora. Rząd ten ograniczył wydatki państwa głównie w sferze socjalnej w celu zrównoważenia budżetu, przejął udziały w niektórych przedsiębiorstwach prywatnych, a od 1933 roku uruchomił także program robót publicznych w celu zmniejszenia bezrobocia. W latach 1932–1933 rząd przeprowadził reformę systemu oświaty, zwiększając wpływ państwa na organizację i działalność systemu szkolnictwa, zwłaszcza wyższego. Jednocześnie miały miejsce działania dążące do ograniczenia możliwości działań opozycji – wydanie trzech aktów: ustawy o zgromadzeniach, stowarzyszeniach i samorządowej. W 1933 roku wydano tzw. ustawę „scaleniową” – jej głównym przedmiotem było prawo pracy i ustawodawstwo socjalne: zmniejszono zakres praw i świadczeń pracowniczych. Miało to przynieść oszczędności budżetowe.
Rząd Prystora podjął też działania mające osłabić opozycję – od jesieni 1932 roku do rozwiązywania struktur endeckiego, skrajnie prawicowego Obozu Wielkiej Polski w niektórych województwach. Wiosną 1933 zdelegalizowano całość. Zastosowano także represje względem Komunistycznej Partii Polski.
W tym czasie w BBWR wyodrębniły się cztery główne grupy:
- liberalna grupa skupiona wokół Kazimierza Bartla,
- byli członkowie Związku Naprawy Rzeczypospolitej,
- „grupa pułkowników” – ścisłe otoczenie Piłsudskiego, pełniące kierowniczą rolę w całym Bloku i państwie, w skład kręgu „pułkowników” wchodzili m.in. Józef Beck, Janusz Jędrzejewicz, Wacław Jędrzejewicz, Adam Koc, Leon Kozłowski, Ignacy Matuszewski, Bogusław Miedziński, Bronisław Pieracki, Aleksander Prystor, Walery Sławek, Kazimierz Świtalski, Adam Skwarczyński,
- konserwatyści i przedstawiciele wielkiego kapitału, m.in. Janusz Franciszek Radziwiłł.

Przysłowiowa stała się także tzw. „czwarta brygada”, czyli koniunkturaliści, osoby wstępujące do BBWR z nadzieją na uzyskanie z tego tytułu korzyści.
W połowie 1933 roku Prystor stracił jednak zaufanie Piłsudskiego i jego miejsce zajął rząd Janusza Jędrzejewicza, który kontynuował poczynania poprzedniego rządu. 24 stycznia 1934 roku w Sejmie została uchwalona, z naruszeniem procedur przewidywanych przez konstytucję marcową, nowa ustawa zasadnicza. 15 maja 1934 powołano rząd Leona Kozłowskiego, na którego czele stanął były minister rolnictwa. W czerwcu tego roku miał miejsce udany zamach na ministra spraw wewnętrznych Bronisława Pierackiego, dokonany przez Organizację Ukraińskich Nacjonalistów (OUN). W odpowiedzi władze BBWR-owskie zaostrzyły jeszcze kurs – utworzono Miejsce Odosobnienia w Berezie Kartuskiej.
W wyborach samorządowych w 1934 roku BBWR zdobył w skali kraju 3298 mandaty (57%).
23 kwietnia 1935 r. została podpisana przez prezydenta Ignacego Mościckiego konstytucja kwietniowa, która następnego dnia weszła w życie. Pisana w celu przyznania władzy autorytarnej marszałkowi Piłsudskiemu, nie osiągnęła swojego celu, ponieważ ten ostatni zmarł 12 maja 1935 r.
Po śmierci Piłsudskiego BBWR uległ rozpadowi i został rozwiązany przez Sławka 30 października 1935 roku.
Próbą kontynuacji BBWR był Obóz Zjednoczenia Narodowego.

## Struktura BBWR
Podstawowe elementy struktury Bloku:
- terenowa organizacja bloku – tworzona równolegle przy poszczególnych poziomach administracji państwowej, aktywiści Bloku rekrutowani w większości spośród urzędników państwowych (zaprzeczenie zasadzie neutralności politycznej administracji publicznej),
- organy pracy komitetów – najniższymi terenowymi ogniwami Bloku były koła,
- Wielka Rada Bloku – naczelny organ kierowniczy organizacji,
- klub parlamentarny i grupy regionalne – klub podzielony od 1930 roku według kryteriów stanowych, a grupy regionalne tworzone według województw.